# Kojál
Kojál je kopec na Drahanské vrchovině, který se nachází na rozhraní okresu Vyškov a Blansko. Vrchol kopce (601 m n. m.) a jeho jižní a východní strana leží v katastrálním území obce Krásensko, severní strana v katastrálním území obce Lipovec, severozápadní strana na katastru obce Kotvrdovice a západní strana v katastru obce Senetářov.
Dříve se kopec nazýval Kujál (od slova kujati = foukati, hučeti, doslova lze Kojál označit jako místo, kde naříká vítr). Tímto kopcem vedla strategická cesta Drahanskou vrchovinou z Brna do Prostějova a Olomouce s odbočkou na Vyškov. V roce 1465 vydal tehdejší majitel Vyškovského panství, ke kterému patřila obec Krásné Pole (nynější Krásensko), biskup Tas Černohorský z Boskovic listinu, že se zde bude vybírat mýtné. Snad z této doby se traduje druhá verze názvu tohoto kopce, že se zde prý zastavovali unavení poutníci, odpočívali a matky kojily své děti, proto jméno Kojál.[zdroj?]
V 50. letech 20. století zde byl postaven stejnojmenný vysílač rozhlasového a televizního signálu.